# Sport & Exercise Medicine Switzerland
Die Sport & Exercise Medicine Switzerland (SEMS; bis 31. Dezember 2019 Schweizerische Gesellschaft für Sportmedizin (SGSM)) ist eine medizinische Fachgesellschaft, welche vor allem die Sport- und Bewegungsmedizin in der Schweiz fördert und untersucht.
Hauptteil der Sport- und Bewegungsmedizin ist die Untersuchung des Einflusses von Bewegung, Training und Sport sowie Bewegungsmangel auf den gesunden und den kranken Menschen.
Ausserdem bekämpft die SEMS den Missbrauch von Doping oder Medikamenten zum Zwecke der Leistungssteigerung im Spitzen- sowie im Breitensport.
Die SEMS ist die für Sportmedizin zuständige Fachgesellschaft der FMH.
Die SEMS wurde 1949 als Schweizerische Gesellschaft für Sportmedizin gegründet. Im Oktober 2019 wurde der Name mit Gültigkeit 1. Januar 2020 in Sport & Exercise Medicine Switzerland geändert.